# UFC 269
UFC 269: Oliveira vs. Poirier（ユーエフシー・ツーシックスティナイン：オリベイラ・バーサス・ポイエー）は、アメリカ合衆国の総合格闘技団体「UFC」の大会の一つ。2021年12月11日、ネバダ州ラスベガスのT-モバイル・アリーナで開催予定。

## 大会概要
本大会は王者チャールズ・オリベイラと挑戦者ダスティン・ポイエーによるUFC世界ライト級タイトルマッチ、王者アマンダ・ヌネスと挑戦者ジュリアナ・ペーニャによるUFC世界女子バンタム級タイトルマッチが組まれた。

## 試合結果

### アーリープレリム
第1試合 129ポンド契約 5分3R
○  ジリアン・ロバートソン vs.  プリシラ・カショエイラ ×
1R 4:59 リアネイキドチョーク
※カショエイラの体重超過によりフライ級から変更。
第2試合 バンタム級 5分3R
○  トニー・ケリー vs.  ランディ・コスタ ×
2R 4:15 TKO（グラウンドの肘打ち連打）
第3試合 フェザー級 5分3R
○  ライアン・ホール vs.  ダリック・ミナー ×
3R終了 判定3-0（30-27、30-27、29-27）
第4試合 女子フライ級 5分3R
○  エリン・ブランチフィールド vs.  ミランダ・マーベリック ×
3R終了 判定3-0（30-27、30-27、30-27）
第5試合 ミドル級 5分3R
○  アンドレ・ムニス vs.  エリク・アンダース ×
1R 3:13 腕ひしぎ十字固め

### プレリミナリーカード
第6試合 ミドル級 5分3R
○  ブルーノ・シウバ vs.  ジョーダン・ライト ×
1R 1:28 TKO（右ストレート→パウンド）
第7試合 ヘビー級 5分3R
○  タイ・トゥイバサ vs.  アウグスト・サカイ ×
2R 0:26 KO（右フック）
第8試合 バンタム級 5分3R
○  ドミニク・クルーズ vs.  ペドロ・ムニョス ×
3R終了 判定3-0（29-28、29-28、29-28）
第9試合 フェザー級 5分3R
○  ジョシュ・エメット vs.  ダン・イゲ ×
3R終了 判定3-0（29-28、29-28、30-27）

### メインカード
第10試合 バンタム級 5分3R
○  ショーン・オマリー vs.  ハウリアン・パイバ ×
1R 4:42 TKO（スタンドパンチ連打）
第11試合 フライ級 5分3R
○  カイ・カラ＝フランス vs.  コーディ・ガーブラント ×
1R 3:21 TKO（右フック）
第12試合 ウェルター級 5分3R
○  ジェフ・ニール vs.  サンチアゴ・ポンジニッビオ ×
3R終了 判定2-1（28-29、30-27、29-28）
第13試合 UFC世界女子バンタム級タイトルマッチ 5分5R
○  ジュリアナ・ペーニャ vs.  アマンダ・ヌネス ×
2R 3:26 リアネイキドチョーク
※ペーニャが王座獲得に成功。
第14試合 UFC世界ライト級タイトルマッチ 5分5R
○  チャールズ・オリベイラ vs.  ダスティン・ポイエー ×
3R 1:02 リアネイキドチョーク
※オリベイラが王座の初防衛に成功。

### 各賞
ファイト・オブ・ザ・ナイト：ドミニク・クルーズ vs. ペドロ・ムニョス
パフォーマンス・オブ・ザ・ナイト：チャールズ・オリベイラ、ジュリアナ・ペーニャ、カイ・カラ＝フランス、ショーン・オマリー、タイ・トゥイバサ、ブルーノ・シウバ
各選手にはボーナスとして5万ドルが授与された。

### カード変更
負傷などによるカードの変更は以下の通り。